# 393 Lampetia
Lampetia (asteroide 393) é um asteroide da cintura principal com um diâmetro de 96,89 quilómetros, a 1,85796787 UA. Possui uma excentricidade de 0,33144266 e um período orbital de 1 692,17 dias (4,64 anos).
Lampetia tem uma velocidade orbital média de 17,86664366 km/s e uma inclinação de 14,87060663º.
Esse asteroide foi descoberto em 4 de Novembro de 1894 por Max Wolf.